# Campeonato Mato-Grossense 1991
In 1991 werd het 49ste Campeonato Mato-Grossense gespeeld voor voetbalclubs uit de Braziliaanse staat Mato Grosso. De competitie werd georganiseerd door de FMF en werd gespeeld van 5 mei tot 7 december. Dom Bosco werd kampioen. 

## Eerste toernooi

### Groep A
| Plaats | Club                      | Wed. | W | G | V | Saldo | Ptn. |
| ------ | ------------------------- | ---- | - | - | - | ----- | ---- |
| 1.     | Sinop                     | 10   | 6 | 3 | 1 | 14:3  | 15   |
| 2.     | Mixto                     | 10   | 6 | 1 | 3 | 15:11 | 13   |
| 3.     | Operário Várzea-Grandense | 10   | 4 | 4 | 2 | 7:4   | 12   |
| 4.     | Tangará                   | 10   | 5 | 0 | 5 | 13:12 | 10   |
| 5.     | Diamantinense             | 10   | 2 | 2 | 6 | 8:17  | 6    |
| 6.     | Cáceres                   | 10   | 1 | 2 | 7 | 5:15  | 4    |

|  | Geplaatst voor tweede toernooi |
|  | Naar herkwalificatiegroep      |

#### Groep B
| Plaats | Club            | Wed. | W | G | V | Saldo | Ptn. |
| ------ | --------------- | ---- | - | - | - | ----- | ---- |
| 1.     | Barra do Garças | 10   | 5 | 2 | 3 | 15:8  | 12   |
| 2.     | União           | 10   | 5 | 2 | 3 | 14:8  | 12   |
| 3.     | Vila Aurora     | 10   | 4 | 3 | 3 | 8:7   | 11   |
| 4.     | Juventude       | 10   | 4 | 3 | 3 | 11:12 | 11   |
| 5.     | Dom Bosco       | 10   | 4 | 1 | 5 | 8:13  | 9    |
| 6.     | Gabirobense     | 10   | 1 | 3 | 6 | 7:15  | 5    |

|  | Geplaatst voor tweede toernooi |
|  | Naar herkwalifcatiegroep       |

## Tweede toernooi
De clubs werden verdeeld over twee groepen en speelden telkens heen en terug tegen de clubs uit de andere groep. De vijf beste clubs over beide groepen plaatsten zich voor het derde toernooi, de winnaar kreeg ook een ticket voor de finale. 

### Groep C
| Plaats | Club                      | Wed. | W | G | V | Saldo | Ptn. |
| ------ | ------------------------- | ---- | - | - | - | ----- | ---- |
| 1.     | Sinop                     | 8    | 3 | 3 | 2 | 6:4   | 9    |
| 2.     | Operário Várzea-Grandense | 8    | 2 | 3 | 3 | 4:7   | 7    |
| 3.     | Mixto                     | 8    | 1 | 1 | 6 | 6:16  | 3    |
| 4.     | Tangará                   | 8    | 0 | 2 | 6 | 7:22  | 2    |

|  | Geplaatst voor derde toernooi als beste niet-winnaar |

### Groep D
| Plaats | Club            | Wed. | W | G | V | Saldo | Ptn. |
| ------ | --------------- | ---- | - | - | - | ----- | ---- |
| 1.     | União           | 8    | 6 | 2 | 0 | 18:3  | 14   |
| 2.     | Juventude       | 8    | 4 | 4 | 0 | 11:3  | 12   |
| 3.     | Barra do Garças | 8    | 4 | 1 | 3 | 12:10 | 9    |
| 4.     | Vila Aurora     | 8    | 3 | 2 | 3 | 8:7   | 8    |

|  | Geplaatst voor finale en derde toernooi              |
|  | Geplaatst voor derde toernooi als beste niet-winnaar |

### Herkwalificatie
| Plaats | Club          | Wed. | W | G | V | Saldo | Ptn. |
| ------ | ------------- | ---- | - | - | - | ----- | ---- |
| 1.     | Dom Bosco     | 6    | 6 | 0 | 0 | 11:2  | 12   |
| 2.     | Cáceres       | 6    | 3 | 0 | 3 | 7:6   | 6    |
| 3.     | Gabirobense   | 6    | 2 | 0 | 4 | 2:8   | 4    |
| 4.     | Diamantinense | 6    | 1 | 0 | 5 | 4:8   | 2    |

|  | Geplaatst voor derde toernooi |

## Derde toernooi
| Plaats | Club            | Wed. | W | G | V | Saldo | Ptn. |
| ------ | --------------- | ---- | - | - | - | ----- | ---- |
| 1.     | Dom Bosco       | 10   | 5 | 2 | 3 | 15:9  | 12   |
| 2.     | União           | 10   | 4 | 4 | 2 | 12:9  | 12   |
| 3.     | Juventude       | 10   | 4 | 3 | 3 | 10:7  | 11   |
| 4.     | Barra do Garças | 10   | 3 | 5 | 2 | 13:13 | 11   |
| 5.     | Sinop           | 9    | 2 | 3 | 4 | 6:9   | 7    |
| 6.     | Vila Aurora     | 9    | 1 | 3 | 5 | 7:16  | 5    |

|  | Play-off |

### Play-off
|                  |           |       |       |  |
| 20 november Heen | Dom Bosco | 1 – 1 | União |  |
| 20 november Heen |           |       |       |  |

|                   |       |       |           |  |
| 27 november Terug | União | 0 – 1 | Dom Bosco |  |
| 27 november Terug |       |       |           |  |

## Finale
|                 |           |       |       |  |
| 1 december Heen | Dom Bosco | 2 – 1 | União |  |
| 1 december Heen |           |       |       |  |

|                  |       |       |           |  |
| 7 december Terug | União | 1 – 1 | Dom Bosco |  |
| 7 december Terug |       |       |           |  |

## Kampioen
| Campeonato Mato-Grossense de 1991 |
| Mato-Grosso                       |
| --------------------------------- |
| DOM BOSCO Kampioen (6° titel)     |